# Superpuchar Libanu w piłce nożnej
Superpuchar Libanu w piłce nożnej – coroczny mecz piłkarski pomiędzy aktualnym Mistrzem Libanu oraz zdobywcą Pucharu Libanu w danym sezonie (jeżeli ta sama drużyna wywalczyła zarówno mistrzostwo, jak i puchar kraju – jej przeciwnikiem zostaje wicemistrz Libanu). Rozgrywany od 1996 roku.

## Format
W przypadku remisu po upływie regulaminowego czasu gry przeprowadzana jest dogrywka. Jeżeli i ona nie wyłoni zwycięzcy, to od razu zarządzana jest seria rzutów karnych.

## Finały Superpucharu Libanu
| Rok       | Zdobywca                  | Wynik                     | Finalista                 |
| --------- | ------------------------- | ------------------------- | ------------------------- |
| 1996      | Al-Ansar Bejrut           | 2 – 0                     | Nejmeh SC                 |
| 1997      | Al-Ansar Bejrut           | 1 – 0                     | Nejmeh SC                 |
| 1998      | Al-Ansar Bejrut           | 4 – 2                     | Homenmen Bejrut           |
| 1999      | Al-Ansar Bejrut           | 2 – 2 (dogr.) 3 – 0 (k.)  | Homenmen Bejrut           |
| 2000      | Nejmeh SC                 | 2 – 0                     | Shabab Al-Sahel           |
| 2001      | Rozgrywki nie odbyły się. | Rozgrywki nie odbyły się. | Rozgrywki nie odbyły się. |
| 2002      | Nejmeh SC                 | 3 – 3 (dogr.) 4 – 2 (k.)  | Al-Ansar Bejrut           |
| 2003      | Rozgrywki nie odbyły się. | Rozgrywki nie odbyły się. | Rozgrywki nie odbyły się. |
| 2004      | Nejmeh SC                 | 2 – 0                     | Al-Ahed                   |
| 2005      | Al-Ahed                   | 2 – 1                     | Nejmeh SC                 |
| 2006-2007 | Rozgrywki nie odbyły się. | Rozgrywki nie odbyły się. | Rozgrywki nie odbyły się. |
| 2008      | Al-Ahed                   | 3 – 1                     | Al-Mabarrah               |
| 2009      | Nejmeh SC                 | 0 – 0 (dogr.) 7 – 6 (k.)  | Al-Ahed                   |
| 2010      | Al-Ahed                   | 1 – 0                     | Al-Ansar Bejrut           |
| 2011      | Al-Ahed                   | 3 – 1                     | Al-Safa' SC               |
| 2012      | Al-Ansar Bejrut           | 1 – 0                     | Al-Safa' SC               |
| 2013      | Al-Safa' SC               | 1 – 0                     | Shabab Al-Sahel           |
| 2014      | Nejmeh SC                 | 4 – 1                     | Salam Zgharta             |
| 2015      | Al-Ahed                   | 1 – 0                     | Tripoli SC                |
| 2016      | Nejmeh SC                 | 2 – 0                     | Al-Safa' SC               |
| 2017      | Al-Ahed                   | 2 – 0                     | Al-Ansar Bejrut           |
| 2018      | Al-Ahed                   | 1 – 0                     | Nejmeh SC                 |
| 2019      | Al-Ahed                   | 2 – 1                     | Al-Ansar Bejrut           |

## Statystyki
Stan po finale w 2019 roku
| Lp. | Klub            | Zdobywca | Finalista | Lata triumfów                                  |
| --- | --------------- | -------- | --------- | ---------------------------------------------- |
| 1.  | Al-Ahed         | 8        | 2         | 2005, 2008, 2010, 2011, 2015, 2017, 2018, 2019 |
| 2.  | Nejmeh SC       | 6        | 4         | 2000, 2002, 2004, 2009, 2014, 2016             |
| 3.  | Al-Ansar Bejrut | 5        | 4         | 1996, 1997, 1998, 1999, 2012                   |
| 4.  | Al-Safa' SC     | 1        | 3         | 2013                                           |
| 5.  | Homenmen Bejrut | 0        | 2         |                                                |
| 5.  | Shabab Al-Sahel | 0        | 2         |                                                |
| 7.  | Al-Mabarrah     | 0        | 1         |                                                |
| 7.  | Salam Zgharta   | 0        | 1         |                                                |
| 7.  | Tripoli SC      | 0        | 1         |                                                |